# 弯茎还阳参
弯茎还阳参（学名：Crepis flexuosa）为菊科还阳参属的植物。分布于俄罗斯、蒙古、哈萨克斯坦以及中国大陆的新疆、甘肃青海、西藏、内蒙古、宁夏、山西等地，生长于海拔1,000米至5,050米的地区，常生于河滩草地、河滩卵石地、冰川河滩地、山坡或水边沼泽地，目前尚未由人工引种栽培。